# Vancomicină
Vancomicina este un antibiotic din clasa glicopeptidelor, fiind utilizat în tratamentul unor infecții bacteriene. Printre acestea se numără: endocardite, infecții ale oaselor (osteomielite), pneumonie și infecții ale țesuturilor moi, inclusiv cele cauzate de MRSA. Căile de administrare disponibile sunt intravenoasă și orală.
Se află pe lista medicamentelor esențiale ale Organizației Mondiale a Sănătății.

## Utilizări medicale
Vancomicina este indicată în tratamentul unor infecții bacteriene severe cauzate de bacterii Gram-pozitive, care nu răspund la tratamentul cu alte antibiotice.
În ultimii ani, ca urmare a apariției unor tulpini de enterococi vancomocino-rezistenți, Centrul pentru Prevenirea și Controlul Bolilor (SUA) a restrâns utilizarea vancomicinei pentru următoarele cazuri:
- Tratamentul infecțiilor severe cauzate de microorganisme rezistente la peniciline, inclusiv stafilococ auriu meticilino-rezistent, sau la pacienții cu alergie severă la peniciline;
- Tratamentul colitei pseudomembranoase datorate infectării cu Clostridium difficile, când aceasta nu răspunde la metronidazol;[9]
- Profilaxia endocarditelor, la pacienții cu risc ridicat și cu hipersensibilitate la peniciline;
- Profilaxia chirurgicală în procedee de implantare a protezelor, în instituțiile medicale cu risc mare de infectare cu MRSA sau MRSE
- Tratamentul endoftalmitei, injectabil.[13] În acest caz, utilizarea ca preventiv nu este recomandat datorită riscului mare apariție a unor reacții adverse severe.[14]

### Spectrul de activitate
Vancomicina este un antibiotic de rezervă, utilizat în tratamentul stărilor septice localizate la nivelul tractului respirator, cutanat și osos, cauzate de bacterii Gram-pozitive. Concentrațiile minime inhibitorii pentru câteva specii patogene de interes pentru tratament sunt:
- S. aureus: 0,25 μg/ml până la 4,0 μg/ml
- S. aureus (meticilino-rezistent sau MRSA): 1 μg/ml până la 138 μg/ml
- S. epidermidis: ≤ 0,12 μg/ml până la 6,25 μg/ml

## Reacții adverse
Printre reacțiile adverse se numără reacțiile alergice și inflamația și durerea la locul administrării (pentru forma de administrare parenterală).